# Дорсальні приголосні
Середньоязико́вий (дорса́льний) при́голосний — приголосний звук при вимові якого середня частина язикової спинки підіймається до твердого піднебіння боковими краями, що утворює посередині досить вузьку щілину, крізь яку і проходить звучний струмінь повітря.

## Щілинні приголосні[j],[ĭ]в українській мові
В різних мовах світу, в тому числі в українській, такими є щілинні [j], [ĭ]. Щілинна сонорна фонема / j / виступає в українській мові в двох основних алофонах. Обидва вони вимовляються при подібному положенні мовних органів. Під час вимови цих звуків кінчик язика впирається в ясна нижніх зубів. Коли спинка язика піднята до твердого піднебіння не найвище, повітря виходить досить вільно, не утворюючи помітного шуму. У цьому випадку утворюється звук зближений артикуляційно й акустично з голосним [і]. Типовий алофон фонеми / j /, що традиційно позначається в транскрипції, як [ĭ] (і нескладовий). Він виступає в таких позиціях: а) на кінці слова або складу після голосного, наприклад: дай, майка; б) на початку слова перед приголосним, наприклад: йду, ймовірно.
Другий алофон — [j] утворюється при максимально піднятій спинці язика до піднебіння. Коли повітря протискується крізь вузьку щілину, з'являється значний шум. Це буває на початку складу, а також у середині після приголосного, наприклад: ясла, знаю, в'юн. Проте в аналогічних позиціях можлива й вимова сонорного [j] типу [і].
Оскільки при вимові обох алофонів середньоязикова артикуляція є основною, то приголосну / j / слід вважати не пом'якшеною, а м'якою.

## Приклади в інших мовах
Середньоязиковими приголосними є англійський звук, що позначає букву G (в словах garden — сад, grab — хапати).
Подібним є звук, який позначають в англійські мові різними буквами K, Q, а також C (як в словах cake — тістечко, crawl — повзати).
Англійський апроксимант Y як в слові yellow — жовтий, і W, як у слові white — білий.
Таким самим є звук, що позначається в німецькій мові, як CH, чи в шотландській мові в слові loch — озеро.